# اولد کولوین
اولد کولوین (به انگلیسی: Old Colwyn) یک شهرک در ولز است که در شهرستان مستقل کانوی واقع شده‌است. اولد کولوین ۸٬۱۱۳ نفر جمعیت دارد.